# 金子大地
金子 大地（かねこ だいち、1996年9月26日 - ）は、日本の俳優。北海道出身。

## 略歴
2014年10月13日、アミューズが主催する『アミューズオーディションフェス2014』にて、俳優・モデル部門を受賞しデビューする。
2015年3月3日、テレビドラマ『カサネ』にて、室江田健二役でテレビドラマ初出演。同年7月8日、CM『日本大学』にて、CM初出演。2016年5月7日、映画『64-ロクヨン- 前編』にて、少年（歌澄の彼氏）役で映画初出演。
2019年1月14日、配信ドラマ『タスクとリンコ』にて、門代佑役で配信ドラマ初主演。同年4月20日、テレビドラマ『腐女子、うっかりゲイに告る。』にて、安藤純役でテレビドラマ初主演を務め、同年8月2日、第16回コンフィデンスアワード・ドラマ賞 新人賞を受賞する。
2020年2月14日、舞台『彩の国シェイクスピア・シリーズ第35弾「ヘンリー八世」』にて、トマス・クランマー役で舞台初出演。同年7月1日、雑誌『Men's PREPPY』2020年8月号にて、初めて雑誌の単独表紙を飾る。
2021年6月4日、映画『猿楽町で会いましょう』にて、小山田修司役で映画初主演。
2022年6月12日、大河ドラマ『鎌倉殿の13人』にて、源頼家（万寿）役で大河ドラマ初出演。
2024年4月、2021年未明に前原瑞樹、三村和敬と共に結成した3人組ユニット・惚てってるズを旗揚げした。同年5月10日、2024年4月をもってアミューズとの契約を終了し退社したことを報告した。

## 人物
- 身長179cm、体重60kg、足のサイズ28cm[1]。
- 趣味・特技は、バスケットボール[1]。

## 出演
※太字表記は主演。

### テレビドラマ
- カサネ 第1話（2015年3月3日、テレビ東京） - 室江田健二 役[5]
- ある日、アヒルバス 第2話（2015年7月12日、NHK BSプレミアム）
- 恋仲 第1話（2015年7月20日、フジテレビ） - サッカー部 内田 役
- 24時間テレビスペシャルドラマ『母さん、俺は大丈夫』（2015年8月22日、日本テレビ） - 金子真 役
- 世にも奇妙な物語 25周年記念!秋の2週連続SP『思い出を売る男』（2015年11月21日、フジテレビ） - 小林の高校生時代 役
- 新春スペシャルドラマ『坊つちやん』（2016年1月3日、フジテレビ） - のっぽ 役
- 臨床犯罪学者 火村英生の推理 第8話（2016年3月6日、日本テレビ） - 英都大学社会学部の学生 役
- 昼のセント酒（2016年4月10日 - 6月26日、テレビ東京） - 堀口直人 役
- 重版出来!（2016年4月12日 - 6月14日、TBS） - 週刊バイブスファンの高校生 役
- 下北沢ダイハード 第9話『幽体離脱した男』（2017年9月15日、テレビ東京） - タクヤ 役[12]
- 明日の約束（2017年10月17日 - 12月19日、関西テレビ・フジテレビ） - 長谷部大翔 役
- 99.9-刑事専門弁護士- SEASON II 第6話（2018年2月25日、TBS） - 大西達也 役
- わたしに××しなさい!（2018年3月26日 - 4月16日、MBS / 2018年3月28日 - 4月18日、TBS） - 北見氷雨 役[13]
- おっさんずラブ（2018年4月21日 - 6月2日、テレビ朝日） - 栗林歌麻呂 役[14]
  - おっさんずラブ -リターンズ-（2024年1月5日 - 3月1日、テレビ朝日）[15]
- 青と僕 第4話（2018年7月31日、フジテレビ） - 黒岩 役
- フェイクニュース あるいはどこか遠くの戦争の話（2018年10月20日・27日、NHK総合） - 猿滑里留 役
- リーガルV〜元弁護士・小鳥遊翔子〜 第5話（2018年11月15日、テレビ朝日） - 中西仁 役
- 私のおじさん〜WATAOJI〜 第7話（2019年3月1日、テレビ朝日） - 星野真実 役[16]
- ひよっこ2 第1話・第4話（2019年3月25日・28日、NHK総合） - 天下井先輩 役
- 腐女子、うっかりゲイに告る。（2019年4月20日 - 6月8日、NHK総合） - 安藤純 役[17]
- チート〜詐欺師の皆さん、ご注意ください〜（2019年10月4日 - 12月5日、日本テレビ） - 加茂悠斗 役[18]
- 恋はつづくよどこまでも 第1話・第2話（2020年1月14日 - 21日、TBS） - 神田光喜 役[19]
- おしゃ家ソムリエおしゃ子! 第1話（2020年7月16日、テレビ東京） - 基陸ルゥ斗 役[20]
- バイプレイヤーズ 〜名脇役の森の100日間〜 第4話（2021年1月30日、テレビ東京） - 金子大地（本人） 役[21][22]
- #家族募集します（2021年7月9日 - 9月24日、TBS） - 中里隆志 役[23]
- しもべえ（2022年1月7日 - 3月25日、NHK総合） - 佐々木辰馬 役[24]
  - しもべえ 特別編（2022年9月25日 - 11月13日、NHK BSプレミアム・NHK BS4K）[25]
- 大河ドラマ 鎌倉殿の13人 第23回 - 第33回（2022年6月12日 - 8月28日、NHK） - 源頼家（万寿） 役[26][8]
- 魔法のリノベ（2022年7月18日 - 9月19日、関西テレビ・フジテレビ） - 久保寺彰 役[27][28]
- DORONJO / ドロンジョ（2022年10月7日 - 12月16日、WOWOW） - 高岩田ガン 役[29]
- 育休刑事（2023年4月18日 - 6月20日、NHK総合・NHK BS4K） - 秋月春風 役[30]
- 犬神家の一族（2023年4月22日・29日、NHK BSプレミアム・NHK BS4K） - 犬神佐清 役[31]
- 藤子・F・不二雄 SF短編ドラマ『流血鬼』（2023年4月30日、NHK BSプレミアム・NHK BS4K） - 青年 役[32][33]
- ああ、ラブホテル 〜秘密〜 第6話「フロント9番」（2023年6月23日、WOWOW） - ひろし 役[34]
- にんげんこわい2 第1話「紙入れ」（2023年8月11日、WOWOW） - 新吉 役[35]
- OZU 〜小津安二郎が描いた物語〜 第5話「東京の女」（2023年12月10日、WOWOW） - 良一 役[36]
- ユーミンストーリーズ 第1話「青春のリグレット」（2024年3月4日 - 7日、NHK総合） - 陸 役[37]
- 晩餐ブルース（2025年1月23日 - 3月27日、テレビ東京） - 佐藤耕助 役[注釈 3][38]

### バラエティ番組
- 痛快TV スカッとジャパン （フジテレビ）
  - 『胸キュンスカッと〜初恋相手は学校のアイドル〜』（2015年10月26日） - 神崎光 役
  - 『胸キュンスカッと〜クッキーは初恋の味〜』（2016年5月9日） - 長井太陽 役
  - 『胸キュンスカッと〜林間学校は恋の戦場〜』（2016年9月12日） - 川尻宏太 役

### その他のテレビ番組
- 崖っぷちの淵子!（2018年8月25日、NHK総合） - 青山亮汰 役[39]
- おやすみ王子 第2話『静かな夜』・『特別版』（2019年2月23日・3月18日、NHK Eテレ） [40]
- ムビきゅん（2021年2月18日 - 2023年3月23日、TBS） - MC[41]

### 映画
- 64-ロクヨン- 前編/後編（2016年5月7日・6月11日、監督：瀬々敬久） - 少年（歌澄の彼氏） 役
- ショートショートフィルムフェスティバル BOOKショートフィルム『HANA』（2016年6月2日、監督：岡本雄作） - バスケ部員 役[42]
- 人狼ゲーム プリズン・ブレイク（2016年7月2日、監督：綾部真弥） - 丸山正敏 役
- 14の夜（2016年12月24日、監督：足立紳）
- きょうのキラ君（2017年2月25日、監督：川村泰祐）
- 逆光の頃（2017年7月8日、監督：小林啓一）[43] - 小島 役
- 橋上ブルー（2017年7月9日、監督：山本甲斐） - 粕谷竜平 役[44]
- ナラタージュ（2017年10月7日、監督：行定勲） - 新堂慶 役[45]
- 探偵はBARにいる3（2017年12月1日、監督：吉田照幸） - 源の舎弟 役[46]
- デメキン（2017年12月2日、監督：山口義高） - 渡辺 役
- わたしに××しなさい!（2018年6月23日、監督：山本透） - 北見氷雨 役[13]
- 家族のはなし（2018年11月23日、監督：山本剛義） - 柴田 役[47]
- がっこうぐらし!（2019年1月25日、監督：柴田一成） - 葛城紡 役[48]
- 劇場版 おっさんずラブ 〜LOVE or DEAD〜（2019年8月23日、監督：瑠東東一郎） - 栗林歌麻呂 役[49]
- どすこい!すけひら（2019年11月1日、監督：宮脇亮） - 馬渕隼人 役[50]
- 殺さない彼と死なない彼女（2019年11月15日、監督：小林啓一） - イケメンくん 役[51]
- 君が世界のはじまり（2020年7月31日、監督：ふくだももこ） - 伊尾 役[52]
- バイプレイヤーズ 〜もしも100人の名脇役が映画を作ったら〜（2021年4月9日、監督：松居大悟） - 金子大地（本人） 役[21][22][53]
- 猿楽町で会いましょう（2021年6月4日、監督：児山隆） - 小山田修司 役[注釈 2][7][54]
- サマーフィルムにのって（2021年8月6日、監督：松本壮史） - 凛太郎 役[55][56]
- 先生、私の隣に座っていただけませんか?（2021年9月10日、監督：堀江貴大） - 新谷歩 役[57]
- 私はいったい、何と闘っているのか（2021年12月17日、監督：李闘士男） - 金子 役[58][59]
- Pure Japanese（2022年1月28日、監督：松永大司） - 二宮 役[60][61]
- ROMAN PORNO NOWW『手』（2022年9月16日、監督：松居大悟） - 森 役[62]
- Winny（2023年3月10日、監督：松本優作）[63]
- モダンかアナーキー（2023年7月1日、監督：杉本大地） - コウ 役[64]
- 52ヘルツのクジラたち（2024年3月1日、監督：成島出） - 村中真帆 役[65]
- ナミビアの砂漠（2024年9月6日、監督：山中瑶子） - ハヤシ 役[66][67]

### 劇場アニメ
- 台風のノルダ（2015年6月5日、監督：新井陽次郎） - 西条ケンタ 役[68]

### 舞台
- 彩の国シェイクスピア・シリーズ第35弾『ヘンリー八世』（2020年2月14日 - 27日、彩の国さいたま芸術劇場） - トマス・クランマー 役[69]
  - 彩の国シェイクスピア・シリーズ『ヘンリー八世（再演）』（2022年9月16日 - 10月24日、彩の国さいたま芸術劇場 大ホール 他4会場） - トマス・クランマー 役[70]
- ザ・空気 ver.3 そして彼は去った…（2021年1月8日 - 3月7日、東京芸術劇場 シアターイースト 他9会場） - 袋川翔平 役[71][72]
- パンドラの鐘（2021年4月14日 - 5月25日、東京芸術劇場 シアターイースト 他5会場） - ミズ / オズ 役[注釈 4][73]
- テアトロコントspecial 惚てってるズ『惚てはじめ』（2024年4月26日 - 29日、ユーロライブ）[74]
- テアトロコントspecial 惚てってるズ『惚て並み拝見』（2025年4月25日 - 30日、ユーロライブ）[75]
- ヨーロッパ企画 第44回公演『インターネ島エクスプローラー（仮）』（2025年12月13日 - 2026年3月7日〈予定〉、栗東芸術文化会館SAKIRA 中ホール 他）[76]

### CM
- 日本大学 （2015年7月8日 - ）
- エバラ食品『プチッと調味料 1人前の愛』篇(2016年8月22日 - ）
- LG V60 ThinQ 5G（英語版）『LG V60 4人で四季集めてみた』篇（2020年5月1日 - ）
- ホーユー シエロ『奥さまの真っ赤なヒミツ』（2020年10月14日 - ） - 風間雅烙 役[77]
- 日本ハム シャウエッセン とろける4種チーズ「驚く人々 第二話『キャンプ』」篇、「驚く人々 第四話『車』」篇（2021年3月1日 - ）[78]
- コーエーテクモゲームス『三國志 覇道』（2021年3月13日 - ）
- 大塚製薬「カロリーメイト」『青いカロリーメイト』篇（2022年4月9日 - ）[79]

### 配信ドラマ
- FODオリジナルオムニバスショートドラマ 『スマドラ』第1話 『サンタの倒し方』（2016年12月3日、フジテレビ）
- C CHANNELプレミアムドラマ『恋って選ぶものですか』（2017年5月1日、C Channel株式会社） - 藤川聡太 役
- 明日の約束 チェインストーリー#4.5（2017年11月17日 - 12月26日、GYAO!） - 長谷部大翔 役
- FODオリジナルドラマ 『colors』（2018年3月30日 - 4月1日、FOD） - 黒岩 役 [注釈 5]
- YouTubeドラマ企画 INDIEZ『タスクとリンコ』（2019年1月14日 - 21日、YouTube） - 門代佑 役[注釈 1][80]
- チート〜詐欺師の皆さん、まだまだご注意ください〜（2019年12月6日・12日、Hulu） - 加茂悠斗 役[81]
- 湘南純愛組!（2020年2月28日、Amazon Prime Video） - 弾間龍二 役[注釈 6][82]
- サーティーセブンイン熱海（2021年7月2日、NUMA）[83]
- 未来世紀SHIBUYA（2021年11月26日、Hulu） - ミツル 役[注釈 7][84]
- モンキーのバイク（2022年4月15日、NUMA） - 有道慶次 役[85]
- サンクチュアリ -聖域-（2023年5月4日、Netflix） - 村田 役[86]
- おっさんずラブ‐リターンズ‐ スピンオフドラマ 禁断のグータンヌーボ（2024年3月2日 - 9日、TELASA） - 栗林歌麻呂 役[87]
- 透明なわたしたち（2024年9月16日 - 10月21日、ABEMA） - 一ノ瀬蓮 役[88]

### 配信映画
- 恋人になれたら（2025年9月3日配信予定、Amazon Prime Video） - 松山聡 役[89]

### インターネット放送
- 熱血!ハンサム塾（2016年10月13日・11月4日・11月7日・12月14日、STOLABO TOKYO USTREAMチャンネル）[90]

### イベント
- 映画『台風のノルダ』トークイベント（2016年6月18日、TOHOシネマズ新宿）[91]
- 映画『人狼ゲーム プリズン・ブレイク』初日舞台挨拶（2016年7月2日、シネマート新宿 スクリーン1）[92]
- Amuse Presents HANDSOME FESTIVAL 2016（2016年12月17日 -18日、TOKYO DOME CITY HALL / 12月29日、東京国際フォーラム ホールA、アミューズ）[93]
- 映画『逆光の頃』舞台挨拶（2017年7月8日、シネマカリテ）
- 映画『橋上ブルー』舞台挨拶（2017年7月9日、渋谷ユーロライブ）
- フエルサ ブルータ Panasonic presents WA!- Wonder Japan Experience（2017年8月1日、品川ステラボール）
- Amuse Presents HANDSOME FILM FESTIVAL 2017（2017年12月25日 - 27日、TOKYO DOME CITY HALL、アミューズ）[94]
- マイナビ presents TOKYO GIRLS COLLECTION by girlswalker.com 2018 SPRING/SUMMER（2018年3月31日、横浜アリーナ）
- 映画『わたしに××しなさい!』舞台挨拶付き完成披露上映会（2018年6月5日、新宿バルト9）
- 映画『わたしに××しなさい!』舞台挨拶（2018年6月23日、横浜ブルク13・新宿バルト9）
- 映画『わたしに××しなさい!』ヒット記念イベント（2018年7月4日、新宿バルト9）
- DVD『Amuse Presents HANDSOME FILM FESTIVAL 2017』発売記念ハイタッチ会（2018年7月8日、HMV&BOOKS SHINSAIBASHI）
- Against AIDS 2018『THE VARIETY 26』〜遂に!俳優だけの武道館ライブ!!…大丈夫なのか〜〜!?〜（2018年12月1日、日本武道館）

## 作品

### CD
- HANDSOME FESTIVAL 2016 予習Sound Track（2016年11月23日、アミューズソフトエンタテインメント）
- 15th Anniversary SUPER HANDSOME COLLECTION『JUMP↑』（2019年11月30日、アミューズソフトエンタテインメント）

### 映像ソフト
- 台風のノルダ（2015年8月19日、東宝）
- 人狼ゲーム プリズン・ブレイク（2016年9月28日、TCエンタテインメント）
- 昼のセント酒（2016年12月21日、アミューズソフトエンタテインメント）
- Amuse Presents HANDSOME FESTIVAL 2016（2017年6月14日、アミューズソフトエンタテインメント）
- 明日の約束 完全版 DVD-BOX（2018年3月9日、TCエンタテインメント）
- デメキン（2018年4月25日、東映ビデオ）
- テレビドラマ『わたしに××しなさい!』（2018年6月13日、東映ビデオ）
- Amuse Presents HANDSOME FILM FESTIVAL 2017（2018年7月7日、アミューズソフトエンタテインメント）
- テレビドラマ『おっさんずラブ』DVD&Blu-ray（2018年10月5日、TCエンタテインメント）

## 書籍

### 写真集
- 金子大地 1st写真集『DAICHI KANEKO』（2022年8月8日、東京ニュース通信社）[95]ISBN 978-4-8670-1459-2

## 受賞歴
- 第16回コンフィデンスアワード・ドラマ賞 新人賞（NHK総合『腐女子、うっかりゲイに告る。』）[6]
- 第13回TAMA映画賞 最優秀新進男優賞（『バイプレイヤーズ 〜もしも100人の名脇役が映画を作ったら〜』『猿楽町で会いましょう』『サマーフィルムにのって』『先生、私の隣に座っていただけませんか?』）[96]